# Réacteur A3W

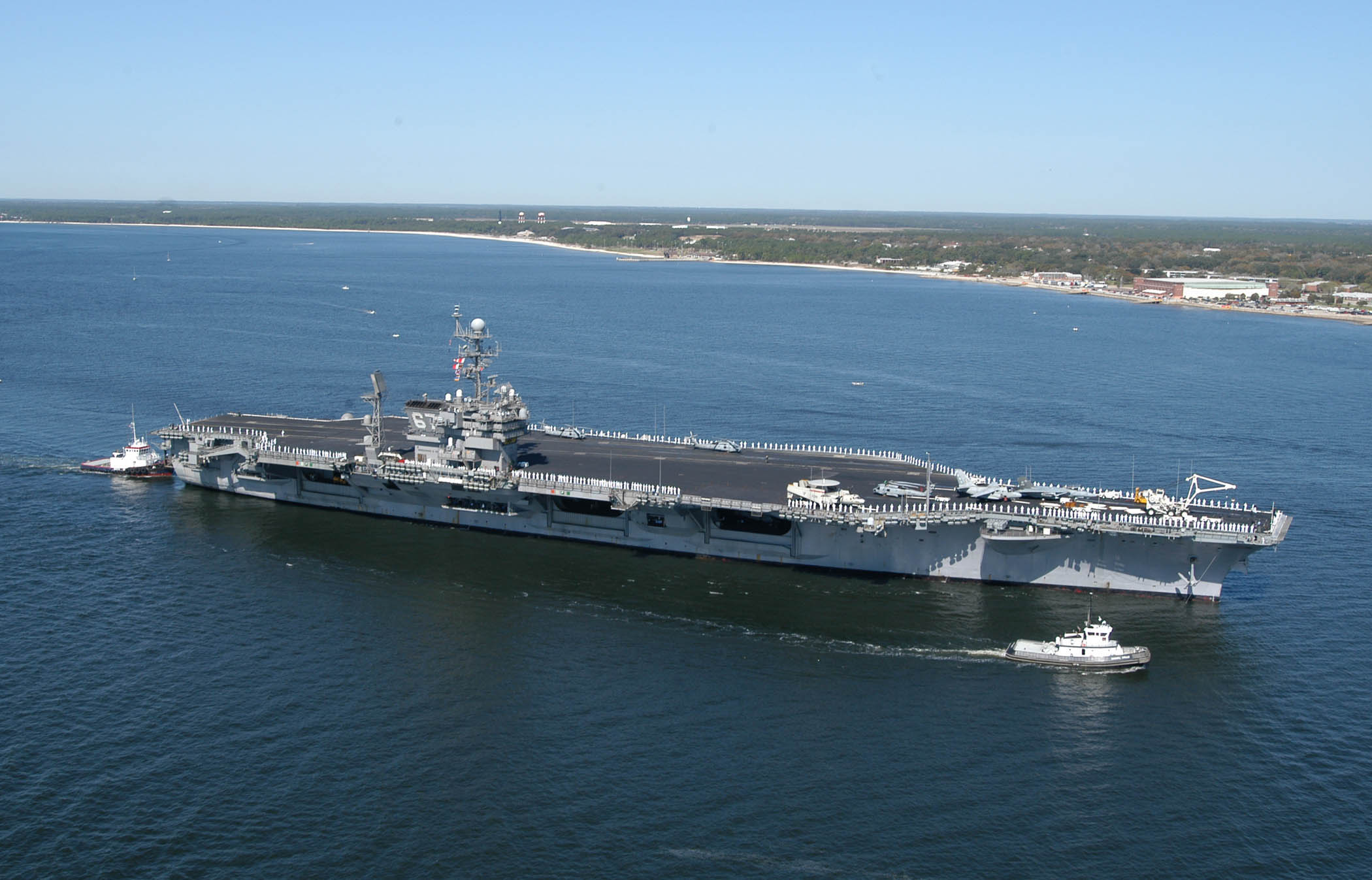
L'USS John F. Kennedy (CV-67) arrivant à la base navale de Pensacola, en Floride, le 17 mai 2004. On observe distinctement la cheminée au-dessus du pennant number 67, cheminée ajoutée après la décision du retrait du réacteur nucléaire.

Le A3W Reactor est un réacteur nucléaire conçu par Westinghouse Electric qui fut initialement programmé pour fournir l'électricité ainsi que la propulsion et d'autres systèmes mineurs sur le porte-avion USS John F. Kennedy (CV-67) de la classe Kitty Hawk. Il s’agit d’un réacteur à eau pressurisée.
L’acronyme A3W signifie :
- A = porte-avions (Aircraft Carrier)
- 3 = numéro de la génération pour le fabricant
- W = Westinghouse Electric pour le nom du fabricant

## Historique
Le John F. Kennedy devait initialement embarquer quatre réacteurs A3W dans le but de diminuer les coûts de construction et de maintenance par rapport aux huit réacteurs de l'USS Enterprise (CVN-65). La puissance d'un réacteur devait être de 45 000 SHP à 50 000 SHP, soit environ 33,5 MW à 37,3 MW.
Développé au laboratoire Bettis Atomic Power, le secrétaire de la Navy a décidé de modifier sa propulsion nucléaire en propulsion conventionnelle afin de diminuer les coûts de construction. En conséquence, les plans du navire durent être modifiés pour inclure un réservoir.
Le retour aux porte-avions à propulsion nucléaire fut réalisé avec les unités de la classe Nimitz qui embarquent des réacteurs A4W.

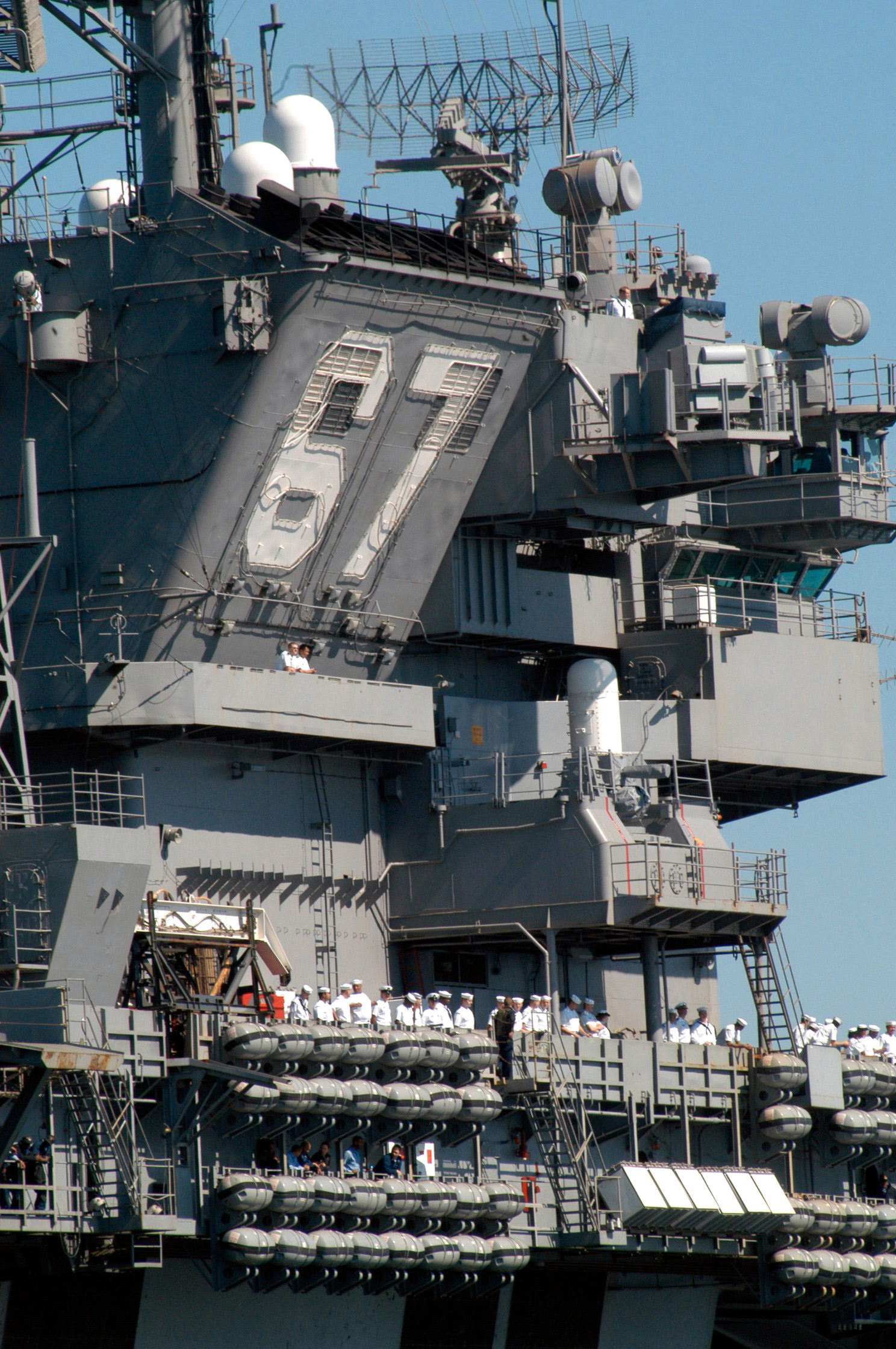
Vue détaillée de la cheminée du John F. Kennedy le 17 mars 2004.